# Angelo River
Angelo River är ett vattendrag i Australien. Det ligger i delstaten Western Australia, omkring 930 kilometer norr om delstatshuvudstaden Perth.
Omgivningarna runt Angelo River är i huvudsak ett öppet busklandskap. Trakten runt Angelo River är nära nog obefolkad, med mindre än två invånare per kvadratkilometer. Genomsnittlig årsnederbörd är 379 millimeter. Den regnigaste månaden är januari, med i genomsnitt 151 mm nederbörd, och den torraste är augusti, med 1 mm nederbörd.